# 전장구

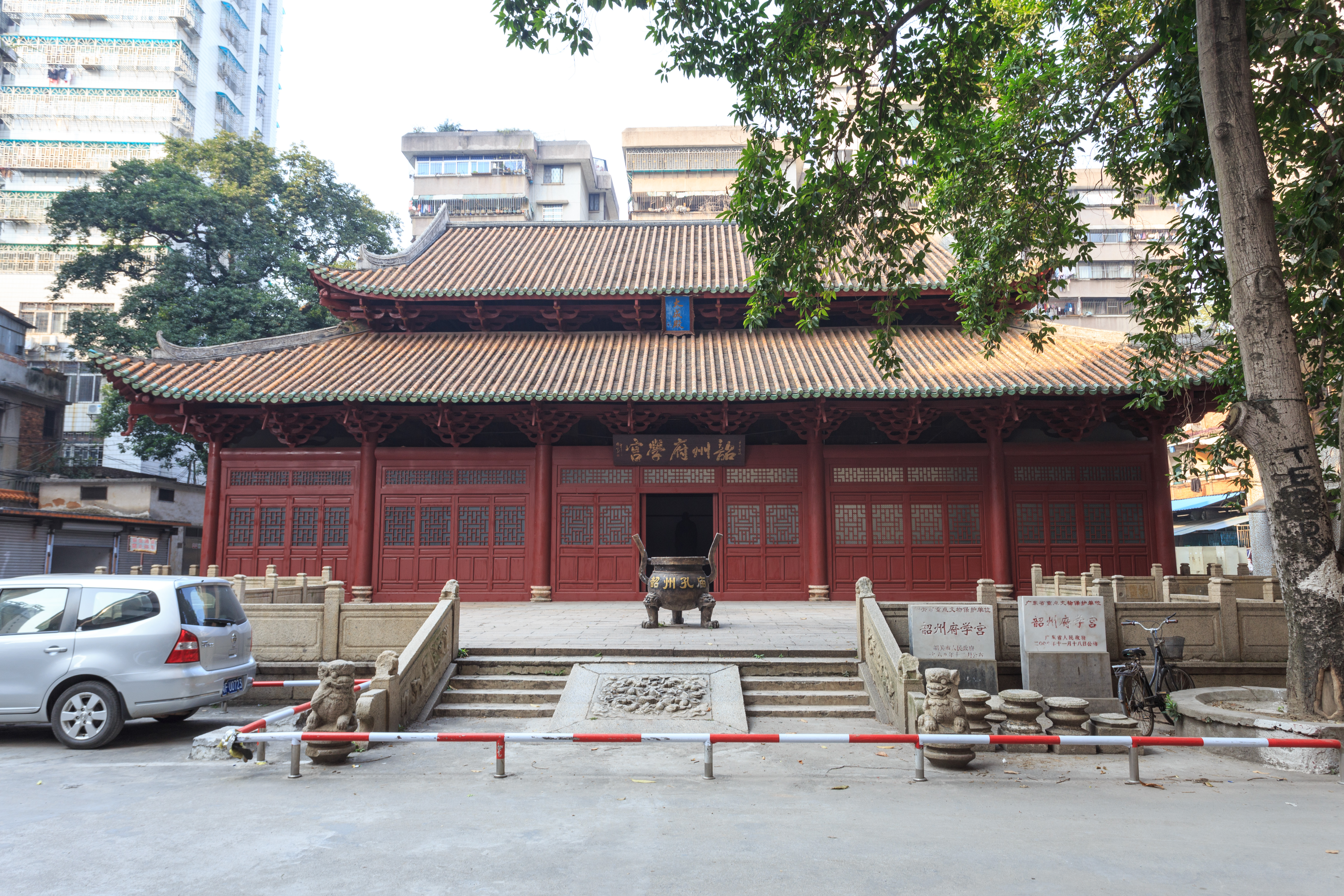

전장구(한국어: 정강구, 중국어: 浈江区, 병음: Zhēnjiāng Qū)는 중화인민공화국 광둥성 사오관 시의 현급 행정구역이다. 넓이는 523km²이고, 인구는 2007년 기준으로 360,000명이다.

## 행정 구역
5개 가도, 5개 진을 관할한다.
- 가도: 东河街道, 车站街道, 太平街道, 南门街道, 和平街道.
- 진: 新韶镇, 乐园镇, 十里亭镇, 犁市镇, 花坪镇.